# 4438 Сайкс
4438 Сайкс (4438 Sykes) — астероїд головного поясу, відкритий 29 листопада 1983 року.
Тіссеранів параметр щодо Юпітера — 3,112.